# 姜明安
姜明安（1951年9月—），湖南省汨罗县人，中华人民共和国法学家。

## 生平
姜明安早年当过农民，参加过中国人民解放军，进过“五七”大学学习。恢复高考后，姜明安成为北京大学招收的第一届大学生，毕业于北京大学法律学系，获法学学士学位。毕业后，姜明安留校任教，历任助教、讲师、副教授、教授。其间，1987年赴美国华盛顿大学、1990年赴英国剑桥大学、1994年赴澳大利亚悉尼大学、2000年赴美国加州大学洛杉矶分校（UCLA）或访学或当高级访问学者。 从1992年起，姜明安享受国务院政府特殊津贴。 现任北京大学法学院教授，博士生导师，教育部人文社科重点研究基地——北京大学宪法与行政法研究中心主任。
姜明安的主要研究领域为行政法、行政诉讼法、国家赔偿法、公务员法、公法导论、软法。